# Kolínský dálniční okruh
Kolínský dálniční okruh (německy Kölner Autobahnring), zkráceně Kolínský okruh (německy Kölner Ring) sestává z úseků dálnic A3, A4, A1 a nachází se v Kolíně nad Rýnem. Právě Kolínský dálniční okruh patří mezi nejvíce přetížené dálniční úseky v Německu.
Kolínský okruh křižuje dálnice A559, A555, A59 a A57. Dálnice A59 je napojena ze směru Düsseldorf na křižovatku Leverkusen-West a ze směru Bonn na křižovatku Dreieck Heumar. Dreieck Heumar je nejvzdálenější křižovatka od středu města.